# Haikai
A haikai (Japán 俳諧 komikum, újszerű és egyben szokatlan műfaj („unortodox”), amire japánul és angolul is egyaránt utalást tehetünk a „haikai no renga”(renku) műfajra, egy népszerű japán kevert versforma, ami a 16. században fejlődött ki a korai arisztokratikus ’renga’ műfajból. „Vulgárist” vagy „faragatlant” jelentett, amelynek hatása gyakran a szatírákból és a szójátékokból eredt, noha „[Matsuo] Bashō (1644–1694) volt az, akinek a befolyása alatt megszületett az a tömérdek mennyiségű haikai no renga mű és még komolyabbá vált a műfaj az ő keze által”. A „Haikai”emellett még további versformákra is utal, amelyek magába foglalják a haikai esztétikáit, beleértve a haikut és a senryut (változatai az egy versszakos haikainak), haiga (ami haika művészet, gyakran a haiku-hoz kapcsolják), és a haibun (haiku egy kis prózával vegyítve, mint ahogyan a feljegyzésekben és az útinaplókban is olvashatjuk a haikuköltők alkotásait). Viszont, a haikai-ban nem szerepelnek az ortodox renga és waka műfajok.

## Basó
Főcikk: Macuo Basó
Macuo Basó volt az Edo kor egyik leghíresebb haikai költője és egyben a Japán haikai művészetének aktívan közreműködő tagja a kései 17. század alatt. Ő az életművévé tette azt, hogy a haikait átformálta és ezzel létrehozott egy új műfajt. Basó számára, a komikum játékossága és a lelki mélység, illetve az aszkéta(=önmegtartóztató) gyakorlat és a társadalmi bonyodalmak ötvözete jelentette a haikat. Különböző műfajokban alkotott haika mesterműveket, beleértve a renkut, a haibunt és a haigat. A hagyományos japán költészettel ellentétben, Basó haikai művészete magába foglalta a hétköznapi emberek mindennapjait, a népi kultúrából vett alakokról alkotott képet, mint például a koldus, az utazó és a földműves. Az újonnan népszerűségnek örvendő haikai megszilárdításában fontos szerepet játszott Basó, aki által megszületett az új haiku költészet, amely tükrözte az általános művelődést.

## A Basó reform
Az 1700-as évek közepén egy új költőcsoport bukkant fel, akik „elítélték a kortárs haikai művészettel való kereskedést és azzal érveltek, hogy térjenek vissza Matsuo Bashō eszményeihez. A 18. századi reform mozgalom, amely az 1730-as évektől egészen az 1790-es évekig tartott, csakúgy nevezték, hogy a ’ Basó újjászületése’. Ennek a mozgalomnak a kiemelkedő költői közé tartozott Josza Buszon (1716–1783), Miura Csora (1729–1780), Takai Kitó (1741–1789), és Vada Ranzan (Meghalt: 1773). További ’Vissza Basó-hoz’ költők is helyet kaptak, mint például Tan Taigi 炭太祇 (1709–1771), Kató Kjótai 加藤暁台 (1732–1792), Csómu 蝶夢 (1732–1795), Kaja Sirao 加舎白雄 (1738–1791), és Hori Bakuszui (1718-1783). A mozgalomnak az egész országban voltak követői, amely részben annak volt köszönhető, hogy sokan a tagok közül vándorló életmódot folytattak. Az újjászülető mozgalom tagjai versenyeztek a tentori(=azon költők csoportja, akiket megkülönböztetnek vagyon, név, társadalmilag betöltött szerepük szerint) költőkkel,akik elhanyagolták a költészet mesterségét azon káprázatos olvasok kedvéért, akiknek „jobban kedvezett a zoku俗 (=vulgáris), a mundane(=világias) vagy  a ’klisés’ (= közhelyes), mint a ga雅(=elegáns,kifinomult) , ami elegáns és kifinomult volt”.

## Josza Buszon és Maszaoka Siki
A kései Meiji-korban, a költő és egyben irodalmi kritikus Maszaoka Siki(1867–1902)volt az, aki először használta a haiku kifejezést, az új, egyedülálló haikai versekre, amelyeket Bashō népszerűsített. Mindaddig a haiku műfajt, hokku-ként nevezték, abban az értelemben, amely visszautal az első versre egy renga sorozat után. Siki emellett újra megtalálta Josza Buszont, egy jelentős ’Vissza Basó”-hoz mozgalom tagot, aki költő és festő is volt egyben és 1784-ben halt meg. Siki úgy vélte, hogy Buszon olyan költő, aki a szavakkal festeni tudott, és Siki munkái a 19. század alatt megalapozták továbbá, hogy Buszon munkái felértékelődjenek és tovább éljenek a 20. század nagy részében.